# Journal of Applied Toxicology
Das Journal of Applied Toxicology, abgekürzt J. Appl. Toxicol., ist eine wissenschaftliche Zeitschrift, die vom Wiley-Verlag veröffentlicht wird. Die Zeitschrift erschien erstmals im Februar 1981, derzeit erscheint sie monatlich. Artikel aus allen Bereichen der Toxikologie werden publiziert.
Der Impact Factor der Zeitschrift lag im Jahr 2018 bei 3,965.